# Victor Place
Pour les articles homonymes, voir Place.

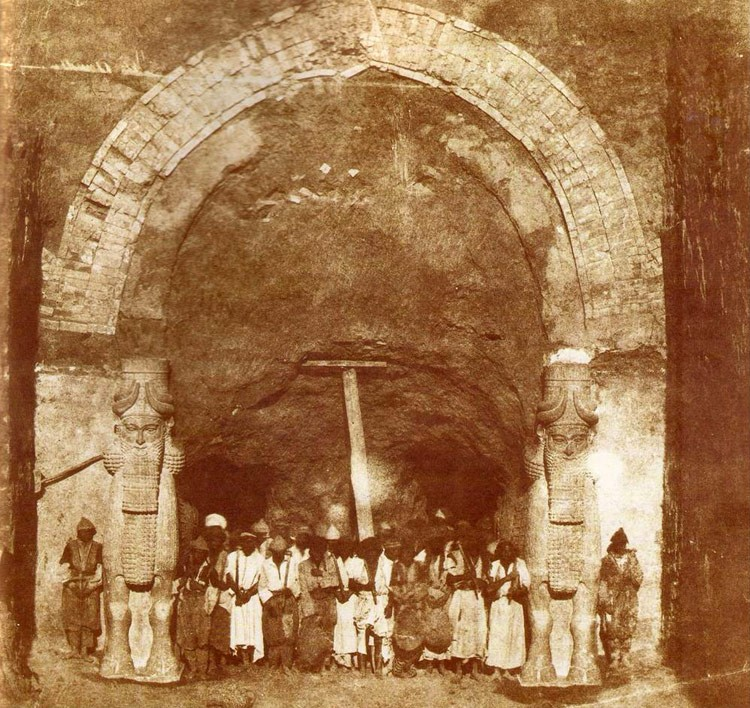
Photographie de Gabriel Tranchard lors des fouilles de Victor Place à Khorsabad en 1853

Victor Place (Corbeil, 18 juillet 1818 - Tungujei, Roumanie, 10 janvier 1875) est un diplomate et archéologue français.

## Biographie

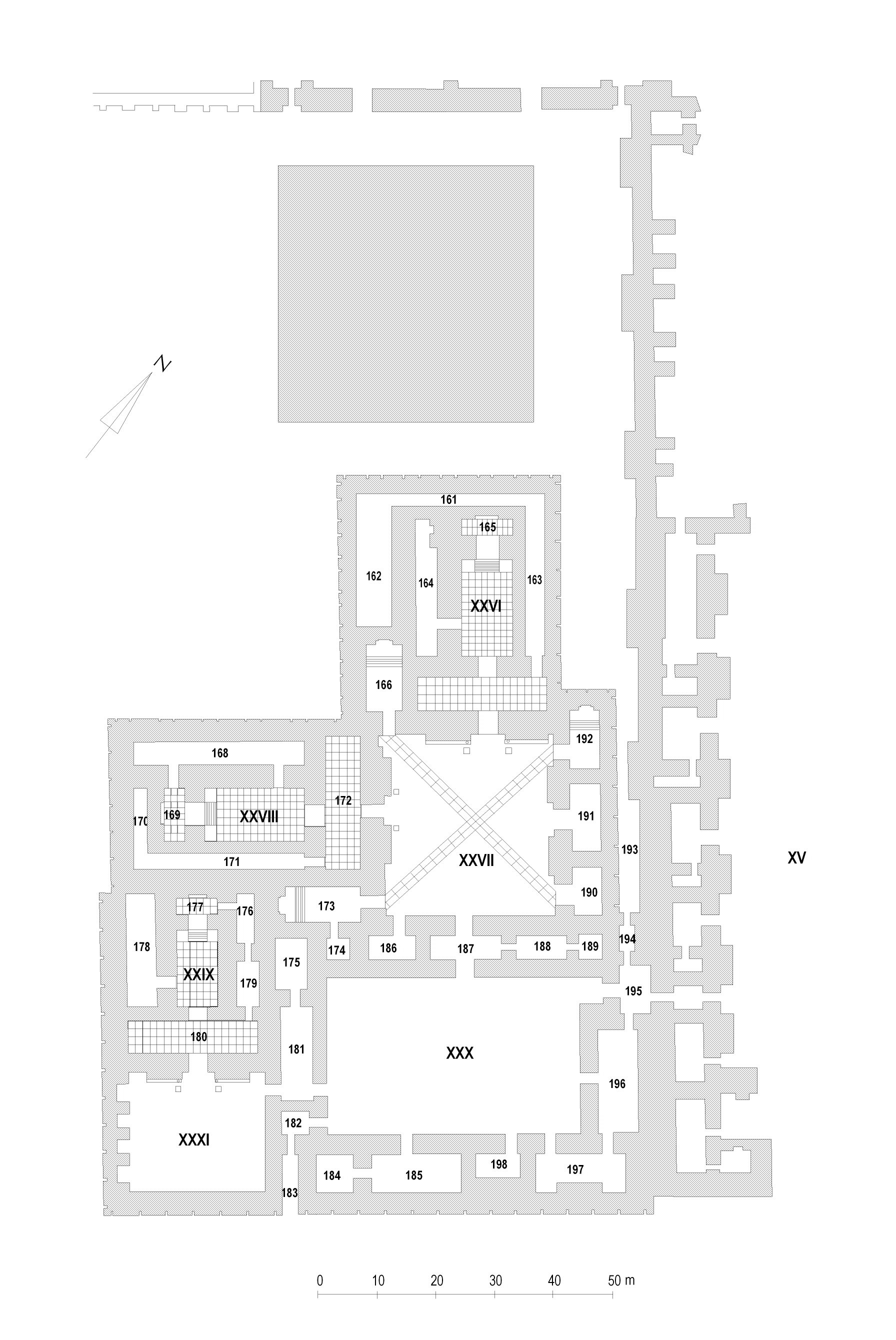
Temples de la terrasse palatiale de Dur-Sharrukin à partir du plan du prétendu harem de Victor Place et Félix Tomas.

Issu d'une famille bourgeoise, la faillite de son père en 1834 l'oblige à financer lui-même ses études. Répétiteur au collège de l'Immaculée-Conception à Vaugirard, il y enseigne pour pouvoir suivre les cours du lycée Henri-IV et de l’École de droit. Il obtient sa licence de droit en 1839 et entre alors dans la carrière consulaire (1840). Il succède en 1851 à Paul-Émile Botta au consulat de Mossoul et reprend les fouilles de Khorsabad en Assyrie de manière systématique, assisté de Gabriel Tranchand qui s'occupe de prendre de nombreux clichés des opérations grâce au Daguerréotype, première utilisation de la photographie utilisée de manière scientifique en archéologie et du peintre Félix Thomas.
Rappelé à Paris en 1854, il ne peut organiser le transport des antiquités trouvées qui, associées à celles découvertes par Fulgence Fresnel et Jules Oppert, sombreront pour toujours dans le Chatt-el-Arab en mai 1855. Les efforts ultérieurs pour récupérer les antiquités perdues à Al-Qurnah, y compris une expédition japonaise en 1971-2, ont été en grande partie infructueux. Les dessins et relevés de Félix Thomas sont les seules pièces sauvées ainsi que les photographies de Tranchand.
Nommé en Moldavie, à Galați puis à Iași (1855), il est muté à Andrinople en 1862 puis à Calcutta et à New York avant d'être rappelé à Paris (1871).
Revenu gravement malade avec les dépouilles de ses deux fils décédés aux États-Unis, il est révoqué et condamné pour malversation avant d'être gracié. Réfugié en Roumanie avec sa femme et ses quatre enfants (1873), il y meurt dans la misère.

## Lien de parenté
Il est le frère du cardinal Charles-Philippe Place.

## Travaux
- Ninive et l'Assyrie, avec des essais de restauration par F. Thomas, 3 vols., 1867-1870